# Parafia św. Augustyna w Spalding
Parafia św. Augustyna w Spalding – parafia rzymskokatolicka, należąca do diecezji Port Pirie, erygowana w 1942 roku.